# Герб Сольвычегодска
Герб города Сольвычего́дска — административного центра Сольвычегодского городского поселения Котласского района Архангельской области Российской Федерации.

## Описание и история герба
Сольвычегодск получил статус города в 1708 году в составе Архангелогородской губернии, в 1719 году вошёл в состав Великоустюжской провинции той же губернии; в 1780 году перешёл в Вологодское наместничество, а в 1796 году стал уездным городом Сольвычегодского уезда Вологодской губернии.
Герб Сольвычегодска был Высочайше утверждён императрицей Екатериной II 2 октября 1780 года вместе с другими гербами городов Вологодского наместничества (ПСЗ, 1780, Закон № 15069).
Описание герба Сольвычегодска гласило:

«Двѣ ступки соли, в красном полѣ. В верхней части щита — Герб Вологды: „В красномъ полѣ щита видна выходящая из облака рука, держащая золотую державу с серебрянымъ мечемъ“
В работах историков и некоторых местных краеведов встречается проект герба Сольвычегодска с Архангельским гербом в верхней части. Однако официального подтверждения, что в данном виде был утверждён герб Сольвычегодска нет.
В 1859 году, в период геральдической реформы Кёне, был разработан проект нового герба Сольвычегодска: „В червлёном поле 3 серебряных ромба: 2 и 1“. За щитом положенные накрест молотки соединённые Александровской лентой» (официально не утверждён).
В 2006 году было образовано муниципальное образование «Сольвычегодское». Решения о возрождении или восстановлении исторического герба Сольвычегодска в качестве официального символа современного города и МО «Сольвычегодское», городскими властями не принимались.